# Cullishigay
Cullishigay, auch Kullischigeh, war eine Volumeneinheit für Getreide und Früchte in Mangaluru in der britischen Präsidentschaft Madras.
- 1 Cullishigay = 14,71 Liter (errechnet)
- 3 Cullishigays = 2224,8 Pariser Kubikzoll = 44,132 Liter

Die Maßkette war
- 1 Mjudi/Mudi/Moreh/Moray = 3 Kullischigehs/Cullishigays = 42 Hani/Hany
  - Pächtermaß: 1 Hani = 52,97 Pariser Kubikzoll = 1,05 Liter
  - Basarmaß: 1 Hani = 1,09 Liter